# Gwinear
Gwinear – wieś w Anglii, w Kornwalii. Leży 15 km na północny wschód od miasta Penzance i 397 km na zachód od Londynu.